# A prédikátor könyve
A prédikátor könyve (héberül: קֹהֶלֶת Qó`helet; jiddisül: קהלת Kojhelesz; görögül: Ἐκκλησιαστής).
A könyv része a Héber bibliának, s így a keresztény felekezetek is protokanonikus könyvnek tekintik.  A héber elnevezése „Kohelet” azt jelenti, hogy „a gyülekezetben beszélő”. A könyvet a Héber bibliában az Írások (Ketuvim) közé sorolják. Az Ószövetségben pedig a Bölcsesség könyvek közé tartozik a Jób könyvével, a Zsoltárok könyvével, a Példabeszédek könyvével és az Énekek Énekével együtt.
„Mi haszna az embernek minden fáradozásából, amit magára vállal a nap alatt?” (1,3) Mi az ember életének az értelme és van-e egyáltalán valamilyen célja? Hogyan kell az embernek elrendeznie az életét a világban, hogy megelégedett és boldog legyen? Ezeket a nagy jelentőségű világnézeti kérdéseket boncolgatja a Prédikátor könyve.  

## Szerzőség
A könyv szerzőjének egészen a 18. századig Salamont tartották kezdő szavai miatt: „A prédikátornak, Dávid fiának, Jeruzsálem királyának szavai.” (1,1) 
A szerző nem fogja egységes rendszerbe tanítását. Az élet értelméről vagy értelmetlenségéről vallott nézeteit kisebb egységekben fejti ki. Végső tanulság, hogy az embernek az élet értelmét Istenben kell keresnie.
A Prédikátor szemléletmódja szemben áll a hagyományos vallási nézetekkel és itt-ott már a materializmus határát súrolja. 

## Lásd még
- Tanakh
- Ószövetség
- Biblia